# Robert Scottbuurt
Robert Scottbuurt è un quartiere dello stadsdeel di Amsterdam-West, nella città di Amsterdam.